# رودبارسرا (رضوانشهر)
رودبارسرا ، روستایی از توابع بخش مرکزی شهرستان رضوان‌شهر در استان گیلان ایران است.
رودبارسرا ، روستایی کوهپایه ای که دارای مناظر فوق‌العاده زیبا و بکر می‌باشد .از مکان های دیدنی روستا میتوان به پارک رودبارسرا و کوه امیر قلعه اشاره کرد .
مردم این روستا به زبان تالشی صحبت میکنند.

## جمعیت
این روستا در دهستان خوشابر قرار دارد و براساس سرشماری مرکز آمار ایران در سال ۱۳۸۵، جمعیت آن ۲٬۳۵۸ نفر (۵۸۲خانوار) بوده‌است.